# Сент-Мэрис-Пойнт (город, Миннесота)
Сент-Мэрис-Пойнт (англ. St. Marys Point) — город в округе Вашингтон, штат Миннесота, США. На площади 1 км² (1 км² — суша, водоёмов нет), согласно переписи 2002 года, проживают 344 человека. Плотность населения составляет 329,4 чел./км².
- Телефонный код города — 651
- Почтовый индекс — 55043
- FIPS-код города — 27-57292[1]
- GNIS-идентификатор — 0650878[2]